# ارسی (جلفا)
ارسی یکی از روستاهای استان آذربایجان شرقی است که در دهستان ارسی بخش مرکزی شهرستان جلفا واقع شده‌است.این روستا بیش از ۱۰۰۰ نفر جمعیت دارد.
از جاذبه های روستای ارسی می توان به باغات سرسبز چشمه های فراوان و آب و هوای معتدل و بسیار دلپذیر و همچنین دارای درخت چنار با قدمت ۱۲۰۰ ساله اشاره نمود .( نعمت اسماعیلی )
اهالی این روستا، عمدتاً باغدار هستند. اما مهاجرین از این روستا که در مرند و تبریز و تهران ساکن هستند بیشتر بخاطر فعالیتهای درودگری و سایر صنایع چوبی معروف هستند. مسجد بزرگ این روستا حدوداً در سال ۱۳۸۷ خورشیدی تکمیل شد.
با ادامه‌ دادن مسیر عبور رودخانه از وسط دهستان ارسی، به کوهی با نام قانی داغ خواهید رسید و پس از آن در انتهای مسیر به منطقهٔ سرسبز و پرآبی موسوم به ماهاران خواهید رسید.
از جاذبه های روستای ارسی می توان به باغات سرسبز چشمه های فراوان و آب و هوای معتدل و بسیار دلپذیر و همچنین دارای درخت چنار با قدمت ۱۲۰۰ ساله اشاره نمود .( نعمت اسماعیلی )
رییس سازمان میراث فرهنگی، صنایع دستی و گردشگری آذربایجان شرقی از ثبت ملی چنار ۱۲۰۰ ساله روستای ارسی جلفا خبر داد. به گزارش خبرگزاری برنا از تبریز، تراب محمدی با بیان این مطلب افزود: این چنار كهنسال ارسی با ارتفاع 15 متر، دارای تنه عظیمی با ارتفاع پنج متر بوده و از میان به وسعت پنج متر مربع توخالی است.
این دهستان توسط شورای هایی کارآمد دلسوز تلاشگر در طی چندین دهه مدیریت شد که در حال حاضر به یکی از زیباترین پیش رفته ترین و بافرهنگ ترین روستای های شهرستان جلفا تبدیل شده است که اسامی تعدادی از شوراهای ارسی بدین شرح می باشد . ==""...... علی حسین عظیم زاده . حسن زمان قوامی . علی اسماعیلی ثانی . علی ذوالفقاری . مروت مروتی . اسماعیل عاطفی . باقر اقبالی . الهوردی یا رشید عبدالله زاده . اسرافیل اقبالی حسن کشاورزی . نقی و زمان زمانزاده . سعدالله ظفری . محمدعلی احمدزاده. مهدی طاهری . امیر قربانی . عیسی سیفی

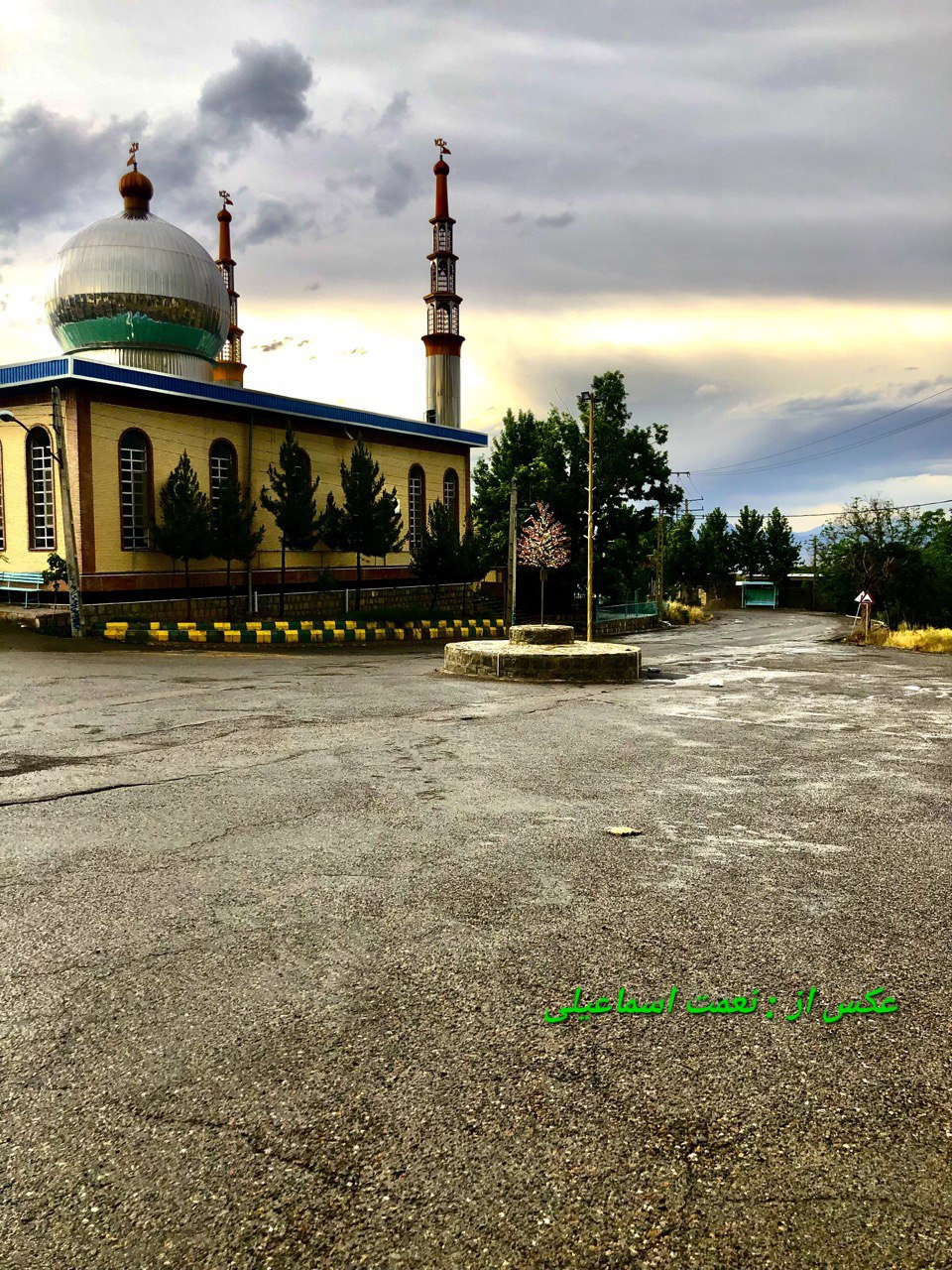

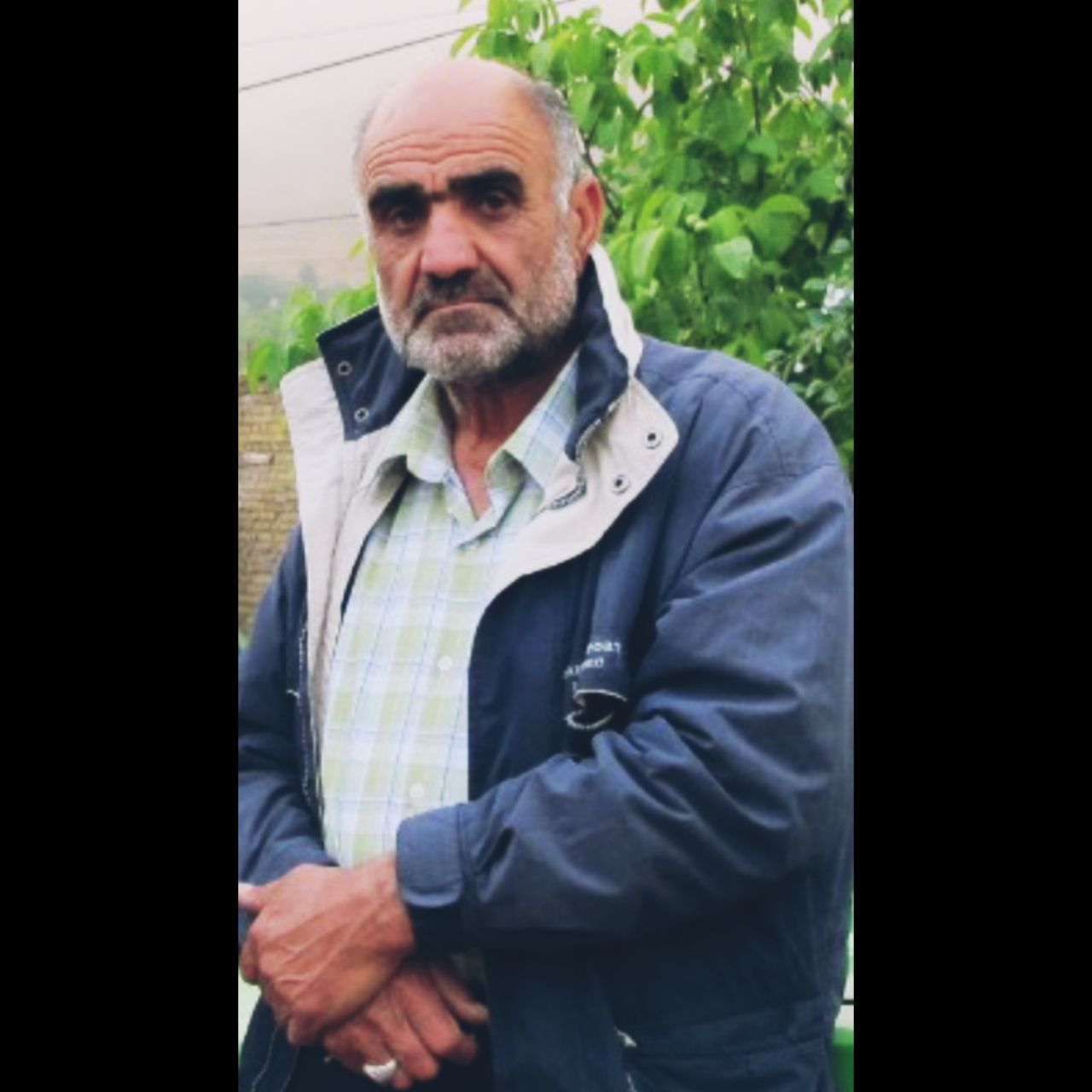

| تصویر                 = 